# Clemens van der Ven
Clemens Maria Gemma Franciscus van der Ven ('s-Hertogenbosch, 10 oktober 1941 – aldaar, 22 april 2014) was een Nederlandse antiquair en medeoprichter van de TEFAF.

## Biografie
Van der Ven was een van dertien kinderen in het gezin Frits van der Ven sr. die in zijn geboorteplaats een modehuis en bontzaak had.

### Antiquair
In 1968 was Van der Ven samen met zijn zus Bea de oprichter van een algemene antiquairszaak. Toen zijn zus Bea in 1972 de zaak verliet voegde zijn vrouw Neeltje van der Ven-Blonk (1940-2024) zich bij hem als zakenpartner. Na enkele jaren besloten zij zich te specialiseren in Aziatische kunst, met een nadruk op Chinees porselein en vroeg terracotta. De familiezaak, waar sinds 1993 ook een neef, Floris, in is opgenomen, werd omgedoopt tot Vanderven Oriental Art.
Van der Ven was een van de medeoprichters van de kunstbeurzen TEFAF en de PAN Amsterdam.
Van der Ven bewoonde, samen met zijn echtgenote, het stadshuis Huizinghe De Loet in de Bossche Peperstraat. Dit pand werd van 1930 tot 1973 bewoond door Lodewijk de Gruyter, directeur van de gelijknamige kruideniersfirma. Daarna werd het overgenomen door het echtpaar Van der Ven. In 2008 verscheen een omvangrijke publicatie over de geschiedenis van dit huis. Het huis is inmiddels ondergebracht in een stichting die lezingen en rondleidingen organiseert. Huizinghe De Loet zal zo voor het nageslacht bewaard worden als huismuseum.
In 2012 kreeg het echtpaar Van der Ven voor hun inspanningen voor kunst en cultuur de Zilveren Anjer toegekend.

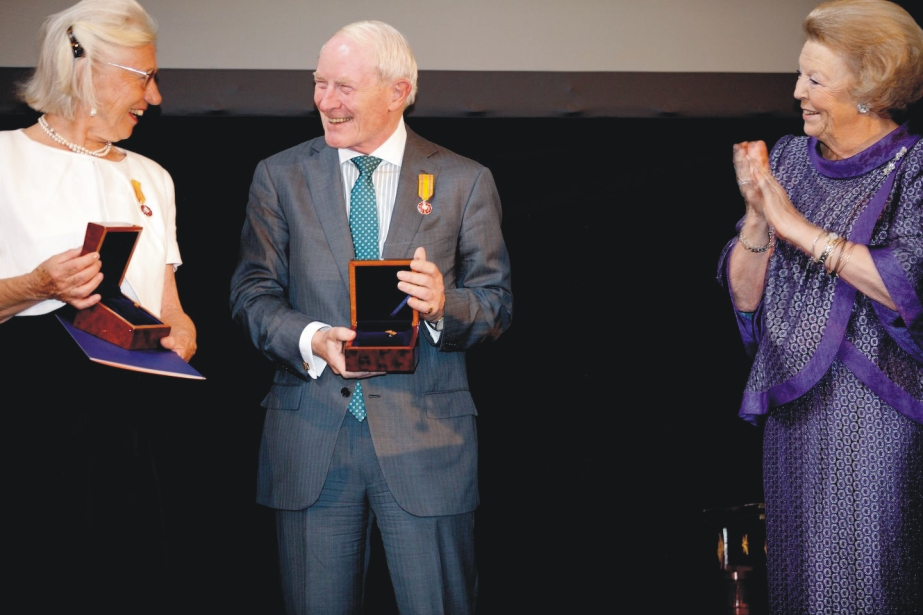
Uitreiking van de Zilveren Anjer in 2012, Neeltje van der Ven Blonk, Clemens van der Ven, Koningin Beatrix der Nederlanden.

Op 22 april 2014 overleed Van der Ven in Huizinghe De Loet op 72-jarige leeftijd na een langdurige ziekte.